# Анг Рита
Анг Рита ака Ангрита Шерпа (непальск. आङ्गरिता शेर्पा; 1948 — 21 сентября 2020) — непальский альпинист по прозвищу «Снежный леопард». В 1990 году, поднявшись в шестой раз на Эверест без кислородной маски, установил мировой рекорд по количеству удачных восхождений. В 1996 году это значение увеличилось до десяти, и никем до настоящего времени не превзойдено. Всего же на счету альпиниста 22 удачных восхождения на высочайшую точку Земли.
|    | Дата            | Маршрут                          |
| -- | --------------- | -------------------------------- |
| 1  | 7 мая 1983      | Южное седло/Юго-восточный хребет |
| 2  | 15 октября 1984 | Южный столб                      |
| 3  | 29 апреля 1985  | Южное седло/Юго-восточный хребет |
| 4  | 22 декабря 1987 | Южное седло/Юго-восточный хребет |
| 5  | 14 октября 1988 | Южное седло/Юго-восточный хребет |
| 6  | 23 апреля 1990  | Южное седло/Юго-восточный хребет |
| 7  | 15 мая 1992     | Южное седло/Юго-восточный хребет |
| 8  | 16 мая 1993     | Южное седло/Юго-восточный хребет |
| 9  | 13 мая 1995     | Северное седло/Северный хребет   |
| 10 | 23 мая 1996     | Южное седло/Юго-восточный хребет |